# Premios de la Academia de Música
Los Premios de la Academia de Música, son unos galardones españoles instituidos en 2024 por la Academia de la Música de España, denominados como los "grammys españoles". Celebraron su primera entrega el 10 de junio de 2024, y posteriormente, de manera anual.
Los Premios de la Academia de Música se consideran los sucesores de los Premios Amigo, los Premios de la Música y Premios Odeón que fueron cancelados en 2007, 2012 y 2024 respectivamente.

## Historia
Tras la creación de la nueva Academia de la Música de España, se comunicó que en mayo de 2024 se realizarian la primera entrega de los Premios de la Academia de Música, dichos premios reconocerán el trabajo de autores, artistas, compositores y, en general, a todos los profesionales de la música, tanto a nivel nacional como internacional.
El periodo para presentar los proyectos y categorías para la lista de candidatos empezó el 14 de febrero, y finalizó el 29 del mismo mes. Más tarde, en el mes de marzo se publicó la lista de posible candidatos que pasarían por un jurado profesional para dar a conocer los nominados.
El 22 de marzo de 2024, se conocieron los nominados oficiales de la primera entrega de los premios, encabezados por Arde Bogotá como el más nominado (9 nominaciones), seguido de Silvia Pérez Cruz (6 nominaciones), Aitana y Quevedo (estos dos últimos con 5 nominaciones cada uno).

## Ceremonias
| No. | Año  | Fecha       | Presentador(es)                                          | Lugar del evento                | Artista del Año | Mas premios              | Más nominaciones   | Ref.        |
| --- | ---- | ----------- | -------------------------------------------------------- | ------------------------------- | --------------- | ------------------------ | ------------------ | ----------- |
| 1   | 2024 | 10 de junio | Abril Zamora, Andrea Guasch, Ángel Carmona y Johann Wald | Palacio de Congresos, Madrid    | Arde Bogotá     | Arde Bogotá (6)          | Arde Bogotá (9)    | [ 2 ] [ 3 ] |
| 2   | 2025 | 4 de junio  | María Peláe y Rodrigo Cuevas                             | Recinto Ferial de IFEMA, Madrid | Rozalén         | Nathy Peluso y Amaia (4) | Valeria Castro (7) | [ 4 ]       |

## Categorías
Listado de todas las categorías presentadas para los premios de 2024:
- General
  - Artista del año
  - Álbum del año
  - Canción del año
  - Compositor del Año
  - Mejor Nuevo Artista
  - Mejor Gira
  - Mejor evento del año
- Pop
  - Mejor Álbum de Pop
  - Mejor Canción Pop
  - Mejor Álbum Pop Tradicional
- Urbano
  - Mejor Álbum de Música Urbana
  - Mejor Canción Urbana
  - Mejor Fusión/Interpretación Urbana
- Rock
  - Mejor Álbum de Rock
  - Mejor Canción de Rock
  - Mejor Álbum Pop/Rock
  - Mejor Canción de Pop/Rock
- Alternativa
  - Mejor Álbum de Música Alternativa
  - Mejor Canción Alternativa
- Electrónica
  - Mejor Álbum de Música Electrónica
  - Mejor Canción de Música Electrónica
- Rap
  - Mejor Canción de Rap/Hip Hop
- Tradicional
  - Mejor Álbum Folclórico
- Co-lengua
  - Mejor Canción en Catalán/Valenciano/Aranés
  - Mejor Canción en Euskera
  - Mejor Canción en Gallego/Bable
- Flamenco
  - Mejor Álbum de Flamenco
  - Mejor Tema/Canción de Flamenco
- Cantautor
  - Mejor Álbum Cantautor
  - Mejor Canción Cantautor
- Instrumental
  - Mejor Álbum Instrumental
- Jazz
  - Mejor Álbum de Jazz
- Clásico
  - Mejor Álbum de Música Clásica
  - Mejor Obra/Composición Clásica Contemporánea
- Bandas Sonoras
  - Mejor Álbum BSO, Series, publicidad...
  - Mejor Canción/Tema BSO, Series, publicidad...
- Infantil
  - Mejor Álbum de Música Para Niños
- Arreglos
  - Mejor Arreglo
- Empaque
  - Mejor Diseño de álbum
- Producción
  - Productor del Año
  - Mejor Ingeniería de Grabación para un Álbum o Canción
- Vídeo
  - Mejor Videoclip Musical
  - Mejor Video Musical Versión Larga